# Dagbani
Dagbani är ett Niger-Kongospråk med 800 000 talare i de norra regionerna av Ghana (2004) samt en del i Togo. Det finns radioprogram på språket. Språket lärs ut i skolor.